# 本朝文集
『本朝文集』（ほんちょうぶんしゅう）は水戸光圀の命で、彰考館が編纂した、神武以来の日本の漢文を収めた文集。本作は本来、「詩集」と共に編纂された「文集」であり、合わせて「詩文集」をなすべきものであったが、いずれも未成稿に終わった。このうち、「文集」が『本朝文集』の名で『新訂増補国史大系』として刊行されたため、今日、『本朝文集』と呼ばれている。

## 概要
編者・中村恵迪による「上文集詩集疏」が増補前の文集目録に附されて残っている。それによれば、延宝4年（1676年）光圀が文集の編纂を命じ、4年かけて完成させたこと、次いで詩集の編纂が命じられ、2年かけて完成させた。その後も、光圀は「常に遺漏を慮って」おり、増補作業が進められ、貞享3年（1686年）8月、詩集40巻、文集50巻、計90巻としてこの疏と共に光圀に提出されたという。しかしその後も増補されて、文集は現80巻に肥大化した。
元録4年（1691年）1月11日、中村が役替えとなり、3月、石井三朶花が編集責任者となる。7年（1694年）閏5月、「詩文集」が再提出され、石井に「御褒美白銀五枚」が下された。9年（1696年）6月、石井が『大日本史』編散に移動し、加藤宗博が編集責任者となった。しかし、「詩文集」は光圀の死後、「いつのまにか編集が放棄されてしまった」と考えられる。
現在も彰考館に詩文集120巻・目録3巻（詩集1+文集2）・「本朝文集補遺姓氏」（増補分の作者名と略伝、引用書目一覧）1巻、増補前の目録3巻（詩集1+文集2）が収められている。また、1886年9月に写された「文集」が東京大学史料編纂所に収められており、1966年、これを底本に『本朝文集』が『新訂増補国史大系』第30巻として刊行された。しかし、「新訂増補国史大系」本は『新訂増補国史大系』内での重複作品を省いており、完本とはいえない。また「詩集」いたっては刊行すらされていない。

## 内容

### 詩集
上述の通り、詩集は刊行すらされていないが、後藤昭雄が平安時代の佚詩の拾遺のため「詩集」を調査しており、いくつか紹介している。
- 巻11：藤原菅根「重陽後朝眺望 泛秋水」「望秋山」「紅葉路」「菊花残」「輪十日未全盈、夜還勝十五。相助照三千世界、更添明。九詠外有勅、更献翫月詩一首」[13]
- 巻14：源為憲「去年春、参州府君以旧侍中労拝除。時人以為抽賞至矣。今年春、僕以前刺史功拝任。天下亦称採択明焉。同類相求、古之謂也。府君閲除書後、作長句詩一篇、相賀之。待僕之莅境、幸被視其草。嗟乎、二人同心、両州接境。不堪黙止、試押本韻。」[14]
- 巻17：平定親「夏日陪北野聖廟聴法華経」[15]
- 巻18：源経信「水仙花」[16]
- 巻20：源師頼「山居」[17]
- 巻21：藤原顕業「偶成」「元旦」[18]
- 東大寺図書館蔵『願文集』所載詩（菅原定義、藤原義綱、源資宗、菅原清房など）[19]

### 文集
著者ごとに、『本朝文粋』に準拠した配列（賦→詔→官符→封事→対策→論奏→表→奏状→序→詞→讃→論→銘→伝→牒→祭文→願文→諷誦文）で文を並べている。
| 巻1  | 神武天皇・崇神天皇・垂仁天皇・成務天皇・仁徳天皇・允恭天皇・雄略天皇・大伴金村・継体天皇・安閑天皇・宣化天皇・欽明天皇・敏達天皇・推古天皇・厩戸太子・平氏（聖徳太子伝略跋）・蘇我馬子                                                                             |
| 巻2  | 孝徳天皇・斉明天皇・天智天皇・藤原鎌足・天武天皇・持統天皇・文武天皇 |
| 巻3  | 主金蘭・大日奉首名・百済倭麻呂・山田三方・山上憶良・元明天皇・大伴道足 |
| 巻4  | 元正天皇・藤原武智麻呂・刀利宣令・太安万侶・下毛野蟲麻呂・巨勢万呂・安倍宿奈麻呂・岡本少麻呂・丈部路祖父麻呂 |
| 巻5  | 聖武天皇 |
| 巻6  | 聖武天皇・光明皇后・大伴旅人・船沙弥麻呂・葛井諸会・蔵伎美麻呂・大神蟲麻呂・張上福（長屋王）・池田親王・藤原房前・藤原宇合・長屋王・藤原広嗣・大野東人・藤原麻呂・吉田冝・大伴池主                                                                                 |
| 巻7  | 孝謙天皇・光仁天皇・孝謙天皇 |
| 巻8  | 淳仁天皇・孝謙天皇・淳仁天皇 |
| 巻9  | 白猪広成・紀真象・橘諸兄・多治比家主・石川年足・藤原豊成・藤原仲麻呂・雀部真人・膳大丘・文室浄三・小野田守・山田古麻呂・藤原永手・吉備真吉備〔ママ〕・文室大市・小野滋野・喜撰・石上宅嗣・淡海三船・大伴家持・日下部子麻呂                                         |
| 巻10 | 光仁天皇・桓武天皇・光仁天皇・中臣栗原子公・大伴継人・坂上苅田麻呂・藤原是公・藤原浜成 |
| 巻11 | 桓武天皇 |
| 巻12 | 桓武天皇 |
| 巻13 | 和気清麻呂・藤原継縄・紀古佐美・文屋長谷・建部人上・韓国源・藤津王・栗原年足・道守宮継・朝野魚養・葛井道依・神王・住吉綱主・文最弟・讃岐千継・出雲祖人・綾管麻呂・紀広川・岡田牛養・石川清主・平城天皇・斎部広成・藤原葛野麻呂・藤原園人                           |
| 巻14 | 嵯峨天皇 |
| 巻15 | 中科善雄・菅野真道・賀陽豊年・秋篠安人・菅原古人・仲雄王・淳和天皇・藤原冬嗣・小野岑守・真世王 |
| 巻16 | 仁明天皇 |
| 巻17 | 仁明天皇 |
| 巻18 | 清原夏野・菅原清公・藤原三守・藤原常嗣・藤原清人・朝野鹿取・藤原緒嗣・和気真綱・和気仲世・宿禰永道・坂上浄野 |
| 巻19 | 文徳天皇・滋野貞主・小野篁・葛原親王・藤原衛・万多親王・良峯安世 |
| 巻20 | 清和天皇 |
| 巻21 | 清和天皇・安倍安仁・和邇部宅継・巨勢河守・伴善男・源信・源常・源定・基貞親王・春澄善縄・賀陽親王・正躬王・桜井田部貞相・藤原氏宗 |
| 巻22 | 藤原良房・藤原良相・丹墀貞峯・在原善淵・小野春風・惟喬親王・大春日真野麻呂・紀今守・弘野河継・坂上瀧守 |
| 巻23 | 陽成天皇・大江音人・菅野佐世 |
| 巻24 | 都良香・都在中 |
| 巻25 | 菅原是善・忠貞王（菅原忠貞?）・安倍貞行・安倍興行・菅野惟肖・大江千里・巨勢文雄・凡春宗・善淵永貞・藤原山陰・茂世王・平房世・貞保親王・藤原興世・源恭・川原福貞・源平・光孝天皇・宇多天皇・橘広相・藤原冬緒                                                        |
| 巻26 | 藤原基経・人康親王・本康親王・在原行平・藤原保則・醍醐天皇・藤原基経・源融・藤原佐世・藤原行葛・藤原良世・在原元方・小野美材・大蔵善行・島田忠臣 |
| 巻27 | 菅原道真 |
| 巻28 | 菅原道真 |
| 巻29 | 菅原道真 |
| 巻30 | 菅原道真 |
| 巻31 | 三善清行 |
| 巻32 | 高岳五常・藤原時平・紀長谷雄 |
| 巻33 | 藤原公利・三統利平・三善文江・藤原千夏・朱雀天皇・紀淑望・藤原春海・平将門・源英明・橘在列・紀貫之・藤原忠平・大江千古 |
| 巻34 | 大江朝綱 |
| 巻35 | 大江澄明・村上天皇・菅原淳茂・橘直幹・紀淑信・紀在昌・高岳相如・秦氏安・平兼盛 |
| 巻36 | 藤原博文・藤原篤茂・藤原雅材・源相規・大江維時・大江朝綱・冷泉天皇・藤原後生・円融天皇・藤原在衡・菅原雅規・藤原倫寧・菅原文時 |
| 巻37 | 菅原文時・菅原輔昭・橘倚平・三善道統 |
| 巻38 | 源順・藤原為長・橘正通 |
| 巻39 | 兼明親王・一条天皇・藤原隆家・大江重光・大江斉光・菅原資忠・藤原惟成・巨勢為時 |
| 巻40 | 慶滋保胤・高階成忠・源孝道・藤原為時 |
| 巻41 | 紀斉名・菅原宣義・具平親王・菅原輔正・藤原伊周・藤原有国・源為憲・文屋如正・橘永愷・大江為清・三条天皇 |
| 巻42 | 大江匡衡 |
| 巻43 | 大江匡衡・菅原輔正 |
| 巻44 | 大江以言 |
| 巻45 | 藤原忠輔・源道済・高階積善・後一条天皇・後朱雀天皇・善滋為政・藤原惟貞・上毛野師善・源頼重・藤原行成・藤原広業・菅原忠貞・藤原斉信・橘孝親 |
| 巻46 | 大江定基・大江定義・大江時棟・藤原義忠・後朱雀天皇・大江挙周・藤原家継・藤原明衡・源頼信・平定親 |
| 巻47 | 藤原実範・高階公俊・後冷泉天皇・大江佐国・藤原資業・惟宗孝言・藤原為定・藤原範綱・源時綱 |
| 巻48 | 藤原明衡 |
| 巻49 | 源師房・菅原清房・藤原国成・後三条天皇・藤原実綱・藤原有綱・源頼義・白河天皇・藤原成家・藤原重経・小野政資・藤原成季 |
| 巻50 | 藤原実政・藤原宗季・堀河天皇・源俊明・藤原季綱・源経信・藤原兼衡・菅原是綱・藤原友実・藤原師通・藤原友房・紀重頼・藤原有俊・藤原有信 |
| 巻51 | 中原章貞・藤原朝隆・藤原季仲・大江通国・藤原有家・藤原実兼・藤原敦基・藤原為兼・藤原敦宗 |
| 巻52 | 大江匡房 |
| 巻53 | 大江匡房・大江隆兼 |
| 巻54 | 藤原正家・藤原行家・藤原広綱・藤原有業・都在高・藤原敦光・平兼材・藤原敦隆・藤原有隣・藤原永実・中原明兼・菅原在長 |
| 巻55 | 源俊房・源師忠・中原範光・菅原時登・崇徳天皇・藤原顕隆・藤原親賢・藤原有親・清原定安・藤原重基・源顕雅・藤原基俊・三善為康・大江国通・大江維順・大江有光・藤原有宗兼・藤原資光・菅原宣忠                                                                           |
| 巻56 | 藤原敦光 |
| 巻57 | 藤原敦光 |
| 巻58 | 藤原敦光 |
| 巻59 | 藤原令明・藤原茂明・藤原周光・藤原実光・藤原顕業・藤原成信・大江匡輔・藤原頼長・藤原通憲・藤原俊憲 |
| 巻60 | 藤原長光・平信範・藤原成光・藤原敦綱・後白河天皇・藤原永範 |
| 巻61 | 藤原永範 |
| 巻62 | 藤原業実・平清盛・平康頼・藤原通広・高倉天皇・藤原敦周・藤原敦経・藤原敦任・藤原俊経 |
| 巻63 | 平貞能・安徳天皇・中原師尚・清原頼業・平棟範・藤原資長・藤原兼光・藤原憲清・菅原長守・藤原光雅・平基親・藤原兼実・藤原親経 |
| 巻64 | 藤原良経・藤原光範・後鳥羽天皇・藤原親経・藤原孝範・土御門天皇・源光行・藤原宗業 |
| 巻65 | 藤原良輔・順徳天皇・藤原資実・大江広元・藤原盛経・藤原遠章・大江周房・四条天皇・藤原家光・藤原頼資・藤原定家 |
| 巻66 | 菅原為長・藤原道家・藤原教家・藤原成季・藤原経範・藤原宗範 |
| 巻67 | 藤原頼経・北条時頼・藤原道長・後深草天皇・清原教隆・藤原実氏・藤原経光・藤原行家・亀山天皇・菅原良頼・菅原在章・菅原在守・菅原在宗・藤原基家・菅原長成 |
| 巻68 | 北条時宗・菅原高能・後宇多天皇・藤原親業・藤原基長・藤原茂範・藤原重基・伏見天皇・藤原明範 |
| 巻69 | 藤原雅範・後伏見天皇・後二条天皇・仲範・藤原淳範・花園天皇・源有房・平政秀・菅原在兼・菅原在仲 |
| 巻70 | 藤原後光・藤原資冬・度会家行・度会常良・後醍醐天皇・中原師梁・藤原実泰・光厳院・藤原藤房・藤原公宗・護良親王・匹壇妙玄・藤原藤範・藤原定房・源義貞・源親房・菅原在顕・三善俊房・定範・玄慧・高師直・光明院・源直冬・藤原氏胤・崇光院・菅原長員・菅原在成・後光厳院 |
| 巻71 | 藤原基嗣・藤原兼綱・足利尊氏・源直義・藤原家倫・藤原公賢・源有光・源有範・源通冬・藤原時光・藤原資茂・三宅高徳・忌部正通・徳大寺実守・足利高氏・藤原行光・菅原時親・藤原公永・菅原有胤・藤原宗泰                                                                   |
| 巻72 | 菅原長綱・後円融院・菅原長嗣・藤原良基・後小松天皇・菅原長衡・藤原資康・藤原顕保・藤原仲光・藤原師嗣・菅原資衡・安倍有世・足利義満・東坊城秀長 |
| 巻73 | 東坊城秀長 |
| 巻74 | 東坊城秀長 |
| 巻75 | 東坊城秀長 |
| 巻76 | 菅原言長・菅原久長・菅原為興・唐橋在実・藤原量光・藤原盛光・称光天皇・藤原重光・藤原資教・藤原長親・足利義持・五条為清・賀茂在方・錦小路篤忠・中原康富・清原業忠・菅原在豊・後花園天皇・菅原為賢・菅原在綱                                                         |
| 巻77 | 東坊城益長・菅原長清・藤原兼良・源忠直・菅原在治・足利義政・藤原資綱・中原師富・平続貫・橋本公夏・後土御門天皇・菅原継長・唐橋在数・菅原章長・菅原長直・菅原和長                                                                                                   |
| 巻78 | 後柏原天皇・三条西実隆・東坊城長淳・菅原為学・清原宣賢・大内義隆・小槻伊治・後奈良天皇・菅原為康・正親町天皇・三条西公条・今出川晴季・清原枝賢・後陽成天皇・藤原稙通・清原国賢・清原秀賢・菅原為経・後水尾天皇                                                     |
| 巻79 | 藤原肅 |
| 巻80 | 烏丸光広・三条西実条・源義直・冷泉為景・後光明天皇・菅原長維・中原職忠・菅原知長・後西天皇・清原賢忠・藤原資慶・菅原為庸・藤原雅章・藤原資行・大江典 |

「新訂増補国史大系」を基に作成